# Meister von Offida
Als Meister von Offida (it. Maestro di Offida) wird ein Maler der Mitte des 14. Jahrhunderts in Italien bezeichnet.  Der namentlich nicht bekannte Künstler erhielt seinen Notnamen nach Fresken, die er in Kirchen in Offida in der Provinz Ascoli Piceno geschaffen hat. Nach Inschriften werden sie auf 1367 datiert.
Dem stilistisch mit Giotto verwandten Meister werden weitere Freskenmalereien in der Region Marche und den Abruzzen zugerechnet. Deren Verbreitung zeigt den Ruf des Meisters, der von Auftragsstätte zu Auftragsstätte wanderte. Dem Meister und teilweise seiner Werkstatt zugeschriebene Werke sind beispielsweise zu finden in
- Kirche Santi Vincenzo e Anastasio (Krypta), Ascoli Piceno
- Kirche San Tommaso, Ascoli Piceno
- Kathedrale Santa Maria Assunta, Atri
- Kirche San Michele Arcangelo, Città Sant’Angelo
- Kirche S. Giovanni, Monterubbiano
- Kirche San Francesco, Montefiore dell’Aso
- Kirche Santa Maria della Rocca, Offida
- Kloster San Marco, Offida
- Dom San Berardo zu Teramo

Die Fresken wurden durch Stilvergleich und wegen einer für den Meister typischen Darstellung der Heiligenscheine als sein Werk identifiziert.
Es wird vermutet, dass der Meister von Offida ein Mönch war.